# フェンネロミケス
フェンネロミケス（Fennelomyces）はケカビ目のカビの1種。大型の胞子嚢を頂生する胞子嚢柄の側面に柄が巻き蔓状になった小胞子嚢を着ける。

## 特徴
属の特徴は以下の通り。
- 胞子嚢柄は基質菌糸から直接に出るが、時に匍匐菌糸からも出て、単一、あるいは分枝し、頂生の大きな胞子嚢の直下で膨らみを生じ、少数の、あるいは多数の有柄の小胞子嚢を側生する。頂生の胞子嚢は柱軸があり、多数の胞子があり、球形から亜球形でその外壁は滑らかで崩れやすい。柱軸は半球形から倒卵形で滑らか。小胞子嚢の柄は緩やかに曲がっているか強く曲がっており、単一か分枝し、その表面は滑らかか細かな棘状突起がある。小胞子嚢は柱軸があり、アポフィシスがあり、複数胞子を含むが、時に単胞子の場合もある。亜球形から倒卵形をしており、小胞子嚢壁は凹凸があって永続性。胞子嚢胞子は大きい胞子嚢のものも複数胞子の小胞子嚢のものもほぼ同じで.卵形から楕円形、表面は滑らかで、単胞子の小胞子嚢の場合には球形から亜球形で表面は滑らか。

以下、より具体的にタイプ種である F. linderi に基づいて記す。

### 栄養体
よく発達した菌糸体になり、通常の培地でよく成長する。合成ムコール培地に26℃で培養した場合、10日で径8.5cmのコロニーになる。菌糸はまばらから密になっており、最初は白く、時間が経過するにつれて灰色を帯びたオリーブ色に変わる。なお、原記載ではツァペック培地で培養した場合には匍匐菌糸が形成されるとしており、図にもそれが示されているが、Benny & Benjamin(1975) では観察できなかったという。

### 無性生殖
無性生殖は大きい胞子嚢と小胞子嚢で形成される胞子嚢胞子による。胞子嚢柄は基質菌糸から直接に出る場合がほとんどで、希に匍匐菌糸から出ることがある。胞子嚢柄は単一の場合もあるが、分枝することもある。胞子嚢柄には2通りがあり、1つ目は時に1.5cmに達する背の高いもので、径は6～18μm、頂端に大型の胞子嚢のみ付けるか、あるいは頂端に大型の胞子嚢を付け、側枝として渦巻きになった柄のある小胞子嚢をつけるもの、2つめはせいぜい高さ2mmまでの背の低いもので、小胞子嚢のみをつけるものである。
1次胞子嚢(頂端に付ける大型のもの)は球形から亜球形で径30～120μm、灰緑色から明るい黄色でその壁は透明で表面は滑らか、崩れやすい。柱軸は半球形、卵形から倒卵形で、時として中程でやや狭まり、幅8～40μm、高さ20～65μmで、その基部にはあまり明確でないが襟状の構造がある。襟の色は明るい褐色から緑がかった褐色である。胞子嚢の直下の柄の部分は膨らんでいて楕円形から卵形、径10～40μm、淡い褐色から緑褐色で下に向かって次第に色が薄くなる。
小胞子嚢の柄は長さは様々で長いものでは200μmに達し、径は3～10μm、巻き込んでいるかねじれて曲がっており、丈夫で表面はでこぼこが多く、単一のものもあるが仮軸状に1～7回分枝して、2次の小胞子嚢柄に続く。複数胞子を含む小胞子嚢は緑褐色で球形、亜球形から倒洋なし型まで、大きさは様々で径10～80μm、アポフィシスがあり、1次胞子嚢に見られるような胞子嚢下の膨大部はない。その壁は透明で滑らかかわずかに凹凸があり、膜質で圧をかけると裂け、多少ともしわ寄る。柱軸は亜球形から半球形で径15～25μm、滑らかで褐色を帯びた緑色で、襟は柄の上部から下向きに伸びる。単胞子の小胞子嚢はまれに見られ、球形から亜球形で計10μm、わずかにアポフィシスがあり、外壁は表面が粗で透明、柱軸は凹んでいるか丘状で径5μm。大型の胞子嚢や複数胞子の小胞子嚢で形成される胞子嚢胞子はほぼ同型で卵形から楕円形、径6～10μm、表面は滑らかで透明から淡い灰色を帯びる。

### 有性生殖
有性生殖は接合胞子嚢の形成によると考えられるが、本種では発見されていない。後に発見された F. heterothallicus では接合胞子嚢の形成が確認されており、接合胞子嚢は支持柄から生じた付属枝によって緩やかに取り巻かれる。
なお、属名は菌類学者の Dorothy I. Fennell に依るもので、種小名はカラクサケカビ属の新種として本種を記載した際にこれをこの属のものと同定したD. H. Linder に因んだものである。期せずして二人の菌類学者の名を合わせた形である。

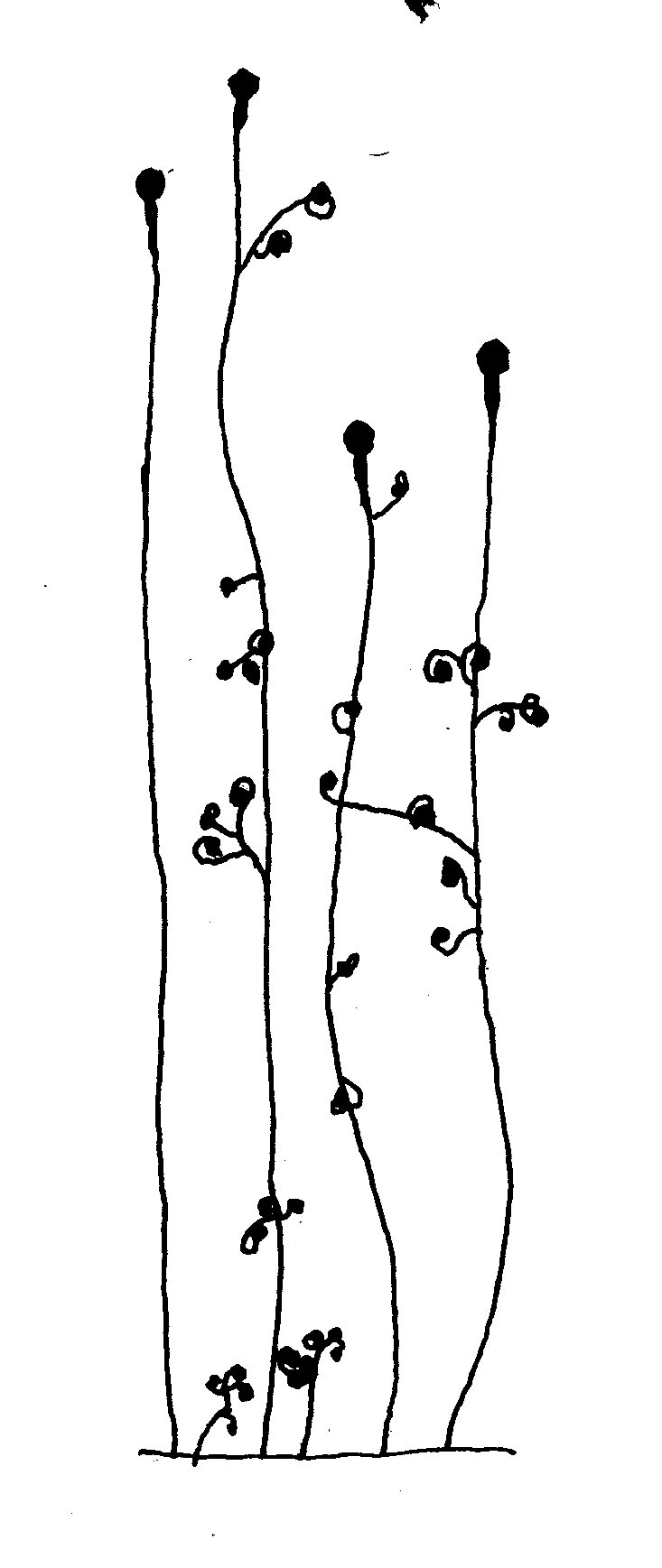
胞子嚢柄の全形 F. linderi・以下も同じ
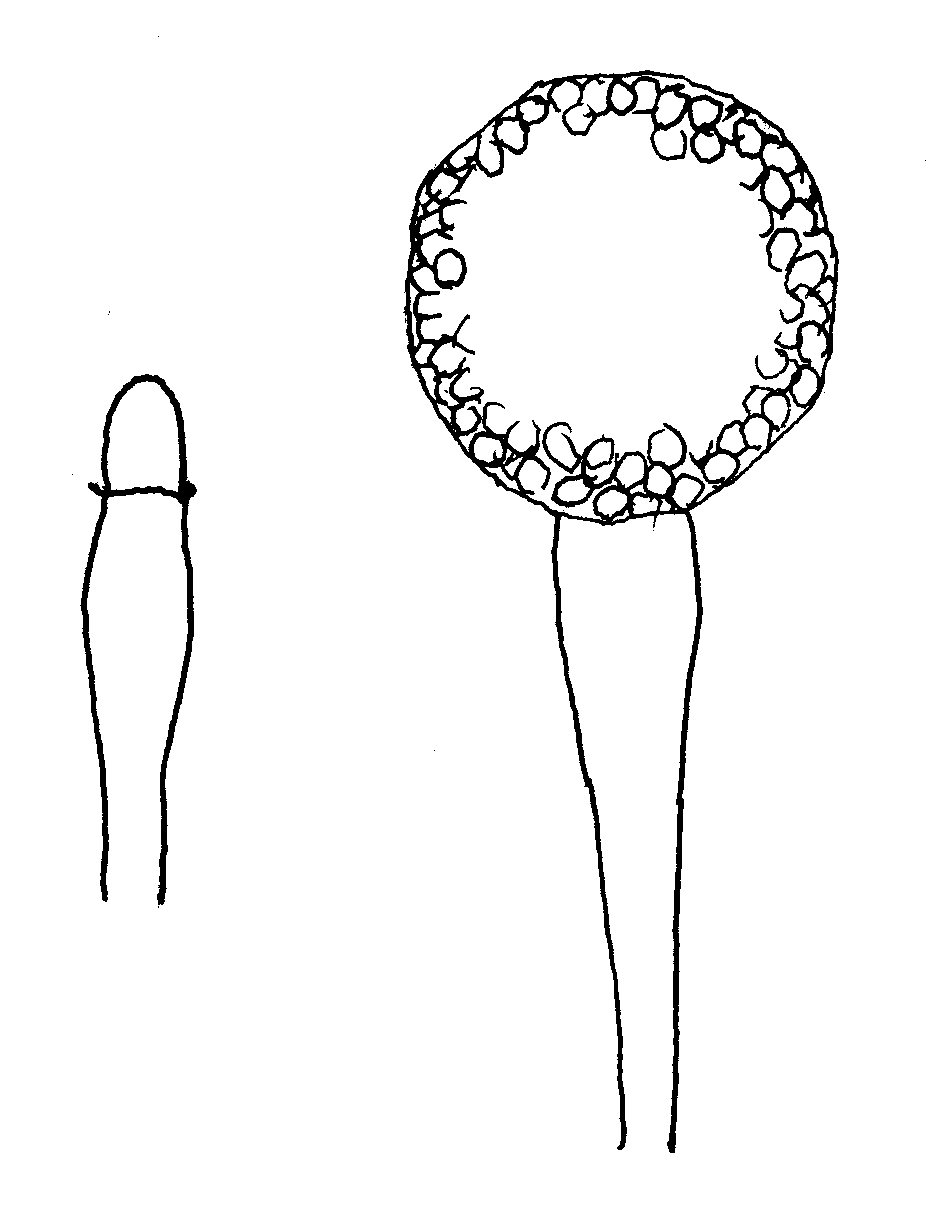
頂生の大型の胞子嚢およびその胞子嚢壁と胞子が落ちた状態
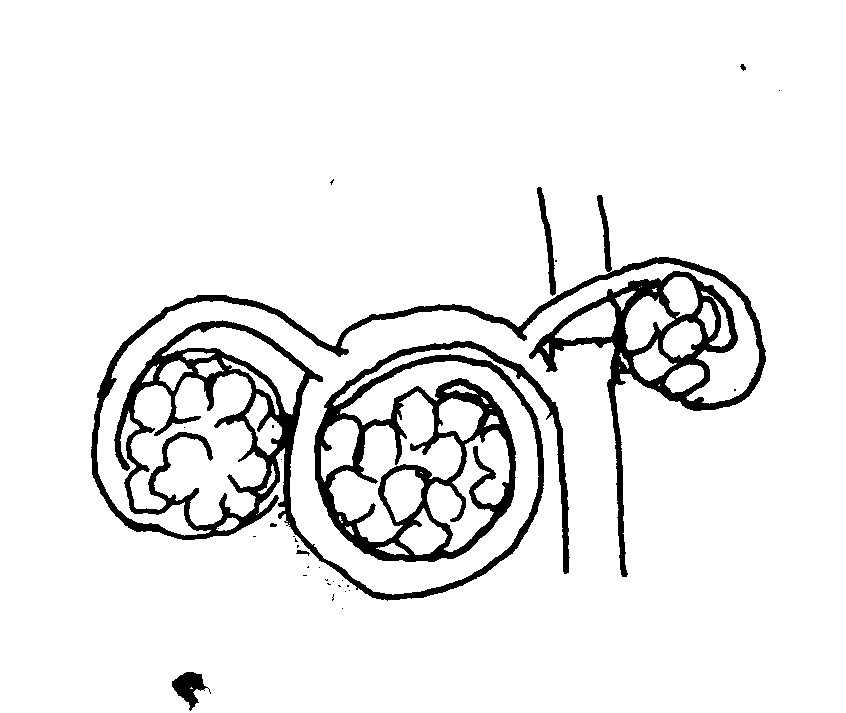
側生の小胞子嚢・比較的大きいもの
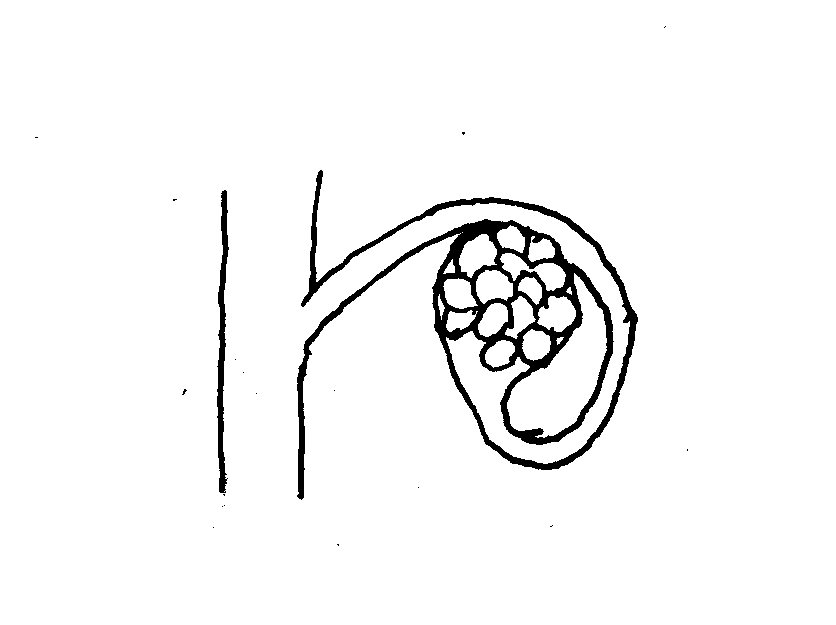
同・より小型なもの
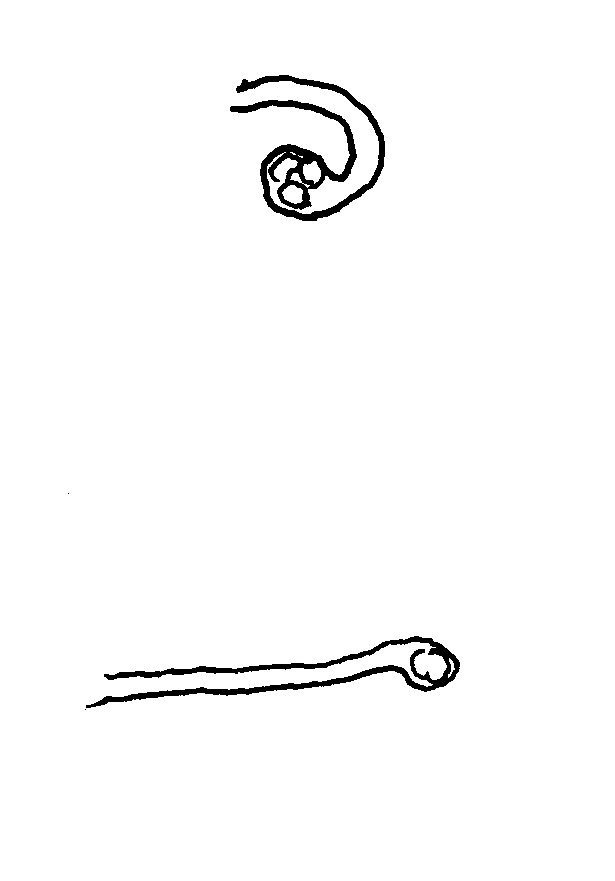
同・ごく小型なものと単胞子のもの

## 分布と生育環境
原記載の株は北アメリカ、フロリダの羊毛から分離したものである。それ以降の発見はない。

## 経緯
タイプ種である F. linderi は元々はカラクサケカビ属 Circinella の新種としてHesseltine & Fennel(1955)のカラクサケカビ属のモノグラフの中で発表されたものである。著者らはこの種を「とりわけ興味深い種(extremely interesting species)」と言い、大きな胞子嚢と、小さくて柄が巻き蔓状になる胞子嚢と、2タイプの胞子嚢をつけることでこの属のどの種とも簡単に区別できる、と記してある。また著者らは胞子嚢そのものはケカビ属 Mucor に似ているとし、そのすぐ下の柄が膨らんでいることをミズタマカビ属 Pilobolus に、匍匐菌糸を出し、その途中の側面に胞子嚢柄を出す点をユミケカビ属 Absidia に、大型の胞子嚢を頂生する柄に側生する巻き蔓状で壁が崩れない胞子嚢をマキエダケカビ Helicostylum に似ているとしつつ、頂生以外の胞子嚢が巻き蔓状に付く点を重視してカラクサケカビ属に入れるのが論理的であるとし、しかし同時にこの種はカラクサケカビ属とマキエダケカビ属の中間の性質を示している、と論じた。要するに側生の小さな胞子嚢を小胞子嚢とは見なさない、との判断に基づくものと言える。
これに対してBenny & Benjamin(1975)はエダケカビ科の見直しの一環でこれを検討し、本種の示す頂生の大きい胞子嚢と側生の小さい胞子嚢の2型がはっきりしていること、小胞子嚢がアポフィシスを持つことなどは明らかにカラクサケカビ属の他の種には見られない特徴であるとし、本種を新属として記載し、これをエダケカビ科に移すべき、との判断を示した。

## 類似の群
旧来のエダケカビ科 Thamnidiaceae とされたものには本属のように頂生の大型の胞子嚢と側生に小胞子嚢をつけるものはかなり多くあり、小胞子嚢が巻き込む形のものも多い。しかしその多くは側枝の小胞子嚢をよりまとまった形で付けるもので、本属のように仮軸状に分枝した枝に付けるものは多くない。それに類する形のものとしてはバクセラ属 Backusella の B. circina や B. lamprospola が挙げられるが、これらでは小胞子嚢にはアポフィシスがなく、大型の胞子嚢の壁は容易に融け、またその下に胞子嚢柄の膨らみもない。

## 分類
本属の分類上の位置については上記のように胞子嚢や小胞子嚢に関わる形質からの判断としてケカビ科 Mucoraceae とするかエダケカビ科 Thamnidiaceae とするかの論議があった。しかし分子系統の情報等からこのような形質による判断は系統関係を必ずしも反映しないことが示され、体系は大きく変更された。Hoffmann et al.(2013)では本属はサムノスチルム属 Thamnostylum と1つのクレードをなし、すぐ隣のクレードにはザイチャエア Zychaea、ファスコロミケス Phascolomyces、カラクサケカビがある。反対隣にはテルモムコル Thermomucor、リゾムコル Rhizomucor の入ったクレードがある。著者らはこれらの群と同一クレードながらよくまとまった群をなしているとしてハリサシカビモドキ科 Syncephalastraceae にハリサシカビモドキ Syncephalastrum とプロトミコクラドゥス Protomycocladus を、リクテイミア科にLichtheimia とディコトモクラディウム Dichotomocladium をまとめ、上記の3つのクレードはこれらに類縁があるものであるが、現時点では扱いを保留する形としている。

### 下位分類
Benny & Benjamin(1975)で本属が記載された時点ではタイプ種のみの単形属であったが、その後新たな種が追加された。現時点では以下の種が知られているが、まだ未記載の種が存在することも示唆されている。
- Fennellomyces
  - F. gigacellylaris
  - F. heterothallicus
  - F. linderi
  - F. verticillatus